# .sr
.sr (Suriname) é o código TLD (ccTLD) na Internet para o Suriname.